# Шяуляй (станция)
Шяуляй (лит. Šiaulių geležinkelio stotis) — узловая железнодорожная станция Литовских железных дорог, расположенная в одноимённом городе.

## История
Первой железной дорогой, прошедшей через Шяуляй, стала линия Лиепая — Ромны. При её строительстве в 1871 году и была открыта станция Шяуляй. В 1916 году станция стала узловой, когда через неё прошла линия Тильзит (Советск) — Рига, а в 1931 году была открыта линия Шяуляй — Клайпеда, окончательно сформировавшая железнодорожный узел.
В 1971 году на станции открылся железнодорожный музей.

## Деятельность
Согласно параграфу, на станции доступны все небольшие грузовые, а также контейнерные отправления массой до 5 тонн.

### Пассажирское сообщение
Пассажирское сообщение осуществляется по большинству линий, выходящих из Шяуляя, кроме линии Шяуляй — Елгава. Пригородными дизель-поездами Шяуляй связан с Мажейкяем, Радвилишкисом, Клайпедой, Паневежисом, Рокишкисом (по пятницам и выходным дням). Через станцию также курсируют 4 пассажирских поезда сообщением Вильнюс — Клайпеда, а также отправляются пассажирский поезд Вильнюс — Шяуляй и Шяуляй — Каунас (по пятницам и воскресеньям).

## Перспективы
В 2010-х годах рассматривается возможность строительства через Шяуляй магистрали Rail Baltica.